# ピウス12世 (ローマ教皇)
ピウス12世（ラテン語: Pius XII, イタリア語: Pio XII, 1876年3月2日 - 1958年10月9日）は、第260代ローマ教皇（在位：1939年3月2日 - 1958年10月9日）。本名はエウジェニオ・マリア・ジュゼッペ・ジョヴァンニ・パチェッリ（Eugenio Maria Giuseppe Giovanni Pacelli）。ピオ12世とも表記される。

## 生涯

### 生い立ち
ローマで「黒い貴族」の家系に生まれる。パチェッリ家は教皇領政府で要職を代々占めた名門であり、祖父マルカントニオは副内務大臣を務め、バチカンの日刊紙『オッセルヴァトーレ・ロマーノ』の創刊に関わった。父も教皇庁の顧問弁護士であった上に、伯父はレオ12世の財政顧問だった。

### 教皇庁の外交官
パチェッリは1899年4月に司祭叙階され、ピエトロ・ガスパッリ枢機卿の下で働いた後、ヴァイマル共和政下ドイツのバイエルン州や中央政府に対する教皇使節を務めた。1917年にピウス11世によって枢機卿にあげられると、すぐ枢機卿国務長官の地位に就いた。外交分野で活躍し、プロイセンやオーストリア、ドイツ諸邦との政教条約締結に大きな貢献をし、ヨーロッパやアメリカ合衆国を頻繁に訪問した。また第一次世界大戦の終戦時には、ベネディクトゥス15世の意を受けて平和工作を行っている。
その中で、1933年7月20日にパチェッリの主導で教皇庁がアドルフ・ヒトラー率いるナチ党政権下のドイツと結んだライヒスコンコルダートは、ナチ党政権にお墨付きを与えたものとして後に大きな批判を招くことになる。ただし、条約の下交渉自体は大半が共和政時代に行われており、この条約は現在でも有効とされている。
1920年から1930年代にかけて教皇庁が多くの国々と政教条約を結んだのは、19世紀以降断絶していた国家と教会の関係の正常化を図り、各国のカトリック信徒を保護し、カトリック学校や施設を政府の迫害から守るためだったとされる。しかしナチスは政教条約を無視してカトリックへの圧迫を続け、ピウス11世が回勅『ミット・ブレネンダー・ゾルゲ』においてナチス体制を批判することとなった。パチェッリはミヒャエル・フォン・ファウルハーバー枢機卿に草案作成を依頼し、その後修正を行っている。

### 第二次世界大戦期の教皇

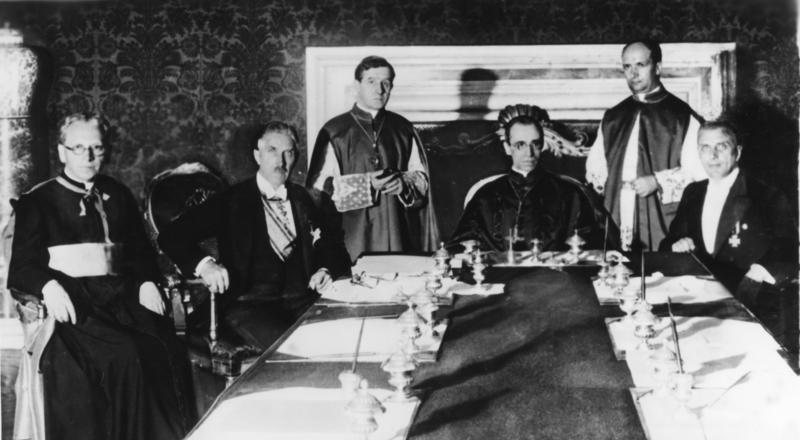
フランツ・フォン・パーペン（左から2人目）と教皇ピウス12世（右から3人目）

欧州大戦の危機迫る1939年3月2日、パチェッリは教皇に選出され、「ピウス12世」を名乗った。戦争が始まると、第一次世界大戦時のベネディクトゥス15世のやり方に倣って、バチカンは「不偏」を主張した。しかし、バチカンがナチス・ドイツのユダヤ人迫害に対してはっきりと非難しなかったことは、戦後激しく批判されることになる。一方で、ナチス政権下で行われた障害者安楽死政策「T4作戦」には「自然道徳律に反し、また神の掟にも反するからである」とたびたび非難を行っている。

#### ナチスやユダヤ人迫害への対応
バチカンの戦争中のユダヤ人への対応については賛否両論があるが、近年の西洋史学界ではピウス12世に対する批判は、冷戦中の1963年に西ドイツ（当時）の劇作家ロルフ・ホーホフートが戯曲「神の代理人」でピウス12世の戦争責任を告発し批判が始まった。当時、日本では竹山道雄がローマ教皇批判を行い論争になったが、現在ではあくまでも戯曲であり、歴史的価値が問われている。
賛同者はピウス12世は積極的にユダヤ人を保護していたと指摘している。実際、イタリアの降伏（1943年）に伴ってドイツ国防軍がローマを占領すると、多くのユダヤ人がバチカンで匿われ、バチカンの市民権を得ることができた。また、イタリアをはじめ、カトリックの修道院やカトリック系学校がユダヤ人を密かに匿っていたという。Pinchas Lapideというユダヤ人の外交官によれば、ピウス12世によって、70〜85万人ものユダヤ人が救われたという。多数のユダヤ系組織もLapideを支えている。
これによって戦後、イスラエル政府は「諸国民の中の正義の人」賞をピウス12世に贈っている。ヒトラーもカトリック教会やピウス12世を快く思っていなかった。イタリアの降伏後、ヒトラーはピウス12世の拉致を計画したが、イタリアに進駐していた親衛隊大将カール・ヴォルフは悪影響が大きすぎるとして実行しなかった。
一方グイド・クノップの「ホロコースト全証言」には「教皇ピウス一二世。ベルリン司教コンラート・ブライジングに宛てた書簡。一九四三年」として「非アーリア人、もしくは半アーリア人のカトリック教徒はわれわれと同じ神の子であるが、その彼らが肉体的存在を危機にさらされ、魂が苦境におちいっている今、神の愛と神の慈悲がぜひとも必要であることはいまさら確認するまでもない。だが現在の状況では、遺憾ながらわれわれには彼らを効果的に助力することはできない。ただ祈りを捧げるのみである」とある引用文が紹介されている。
1964年から1985年にかけて、バチカンによって「Acts and Documents of the Holy See related to the Second World War」というバチカン・アーカイブのピウス12世に関する史料が公開・出版された。全てはオンラインで閲覧できるようになっている。これらの資料により、ピウス12世のユダヤ人に対する活動が明らかになるという。

### 聖母の被昇天
ピウス12世は1950年の大聖年にあたり、聖母マリアがその人生の終わりに、肉体と霊魂を伴って天国に挙げられたという「聖母の被昇天」を正式に教義として宣言した。これにより、20世紀に入ってから不可謬権を行使した唯一の教皇となった。

### ビッグバン理論
宇宙はビッグバンから生じたという考えが世の中に広がり始めたころ、ピウス12世はビッグバン理論が創世記の記述を裏付けているとする公式声明を発表した（1951年11月21日）。ビッグバン理論の提唱者にしてカトリックの修道士でもあったジョルジュ・ルメートルは、教皇の姿勢に大きな危惧を覚え、教皇の科学顧問に連絡を取り、科学と信仰をこのような形で混同しないよう懸命に教皇庁を説得した。その結果、ピウス12世は納得し、二度とこの件については触れなかったという。

### 死去
晩年は健康状態が悪化し、1958年10月6日に脳の発作で倒れ、10月8日にも再び発作が起こり、危篤となった。そして10月9日午前3時52分（日本時間11時52分）に死去した。

### 列聖調査
ヨハネ・パウロ2世の時代に入ると列聖調査が進められ、聖人へのステップである尊者に2009年12月内定したが、批判もある。

### 没後
没後、その数奇な生涯が様々な角度から取り上げられている。
ホロコースト研究者の間では、「ローマに住むユダヤ人が連行されているにもかかわらず一貫して沈黙を通した」「ユダヤ人の抹殺を看過するかわりに、バチカンがはっきりとユダヤ人迫害を非難すれば、ドイツも決して思い通りにはできなかった」という見解が主流である。批判的な立場からナチスと教皇庁の関係を描いた作品として、ロルフ・ホーホフートの戯曲『神の代理人』があり、コスタ・ガブラス監督によって『ホロコースト -アドルフ・ヒトラーの洗礼-』というタイトルで映画化されている。
日本では大澤武男が、批判的な立場に立った著作『ローマ教皇とナチス』において、ピウス12世がナチス政権下のドイツのユダヤ人迫害をはっきりと批判しなかった理由として、
- 教皇自身がドイツ赴任中にドイツ人への好感を培っていた
- キリスト教会の伝統的な反ユダヤ感情
- 宗教を否定する共産主義に対する防壁としてのナチス党政権下のドイツへの期待
- ナチス党政権下のドイツの暴力が無防備なカトリック教会に向けられることへの恐怖

を挙げている。ただし、『ローマ教皇とナチス』の大半は英国のジャーナリスト、ジョン・コーンウェルの著作『ヒトラーの教皇』（Hitler's Pope）を無検証に引き写した粗雑な取材に基づいており、研究者の間では一級資料とはみなされていない。
ナショナルジオグラフィックが2016年に制作したテレビ番組『ヒトラーの教皇 闇の真実』（原題：Pope vs. Hitler）では、ピウス12世が第二次世界大戦の開戦前から、ドイツ国内にいる反ナチス派の政治家（ヨーゼフ・ミュラーら）やドイツ国防軍将官らへ密かに連絡を取り、ヒトラー暗殺計画などに支持を与えていた。ナチスを公然と非難しなかったのは、ヒトラーを怒らせて、より残虐な行為を招きかねない刺激を避けたため－－とする取材・研究結果に基づく再現ドラマを放映した。
HBOが2016年に制作したテレビドラマ『ヤング・ポープ』の主人公の名前はピウス13世であり、12世を意識した名前になっている。
いずれにせよ、戦後、批判的な評価にさらされていたものが、世紀が変わった後、その評価も変わりつつあるといえる。